# John C. Stennis Space Center

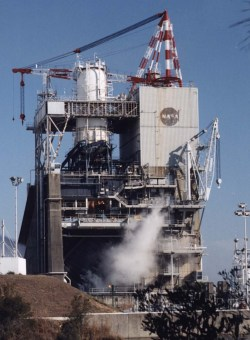
Stanowisko do testowania silników rakietowych

John C. Stennis Space Center (SSC) – ośrodek badań kosmicznych NASA w stanie Missisipi, około 80 km od Nowego Orleanu (Luizjana), zajmujący się testowaniem napędów pojazdów kosmicznych.